# Публий Сервилий Приск
Публий Сервилий Приск  (лат. Publius Servilius Priscus; ум. 463 до н. э., Рим) — консул 463 до н. э.
Сын Спурия Сервилия Приска, консула 476 до н. э. Вместе с коллегой Луцием Эбуцием Гельвой вступил в должность в секстильские календы (1 августа), с которых тогда начинался консульский год . Примерно в сентябрьские календы начался сильнейший мор (предположительно, тиф), поражавший и людей и животных. Положение осложнялось тем, что в городе скопилось много беженцев из разоренных войной окрестностей. По словам Дионисия Галикарнасского, погибла четверть сенаторов, оба консула и большинство плебейских трибунов . Эквы и вольски, объединившись, напали на земли латинов и герников. Те просили помощи у римлян, но консул Эбуций был уже мертв, а Сервилий при смерти, поэтому сенат предложил союзникам обороняться своими силами. Разграбив земли латинов, эквы и вольски вторглись в римские владения, и подошли к самому городу. Штурмовать его они не решились и ушли грабить Тускул. Эпидемия стихла только к концу года, и тогда римляне выбрали новых консулов  .